# Яблонове (район Малацки)
Яблонове (словац. Jablonové, венг. Pozsonyalmás, нем. Apfelsbach) — деревня в юго-западной Словакии в составе района Малацки в Братиславском крае.
Расположена в исторической области Словакии — Загорье на западном склоне Малых Карпат в 16 км от Малацки и 27 км от столицы г. Братислава.
Население Яблонове — 1385 жителей (2021). Площадь — 13,18 км², плотность населения — 80 чел./км².

## История
Впервые упоминается в письменных источниках в 1206 году. В 1683 году был разграблен во время наступления османских войск на Вену и сожжён имперскими войсками в 1708 году.

## Население
| Год:                | 1994 | 2004    | 2014     | 2024     |
| ------------------- | ---- | ------- | -------- | -------- |
| Количество человек: | 1027 | 1082    | 1206     | 1429     |
| Разница:            |      | +5,35 % | +11,46 % | +18,49 % |